# Matías Lionel Fritzler
Matías Lionel Fritzler (Lomas de Zamora, Argentina, 23 d'agost de 1986) és un futbolista argentí. Juga a la posició de migcampista en l'Hèrcules Club de Futbol de la Primera divisió.

## Trajectòria futbolística
A l'Argentina se li apoda com "El polaquito", sobrenom que li va posar un entrenador seu en categories inferiors del Lanús. Es tracta d'un jugador argentí amb descendència familiar alemanya. Va donar el salt al futbol professional en l'equip en el qual es va formar, el Club Atlético Lanús. Va ser durant diversos campionats jugador important per a Lanús al centre del camp, de fet el 2007 el club va fer història en guanyar el Torneig Apertura. A partir d'aquest moment Fritzler va ser pretès per equips europeus, però no va cristal·litzar cap operació. Va ser el 2010 quan va iniciar la seva aventura europea amb l'Hèrcules CF en qualitat de cedit.

## Palmarès
Lanús
- Apertura: 2007.